# Najpierw strzelaj, potem zwiedzaj
Najpierw strzelaj, potem zwiedzaj (ang. In Bruges) – amerykańsko-brytyjski film z 2008 roku, w reżyserii Martina McDonagha. Światowa premiera filmu miała miejsce 17 stycznia 2008 roku.

## Zarys fabuły
Para płatnych morderców udaje się do Brugii po tym jak jeden z nich omyłkowo zabija dziecko. Przed nadejściem kolejnych dyspozycji mężczyźni mają zwiedzać miasto. Belgijskie miasto nie przypada do gustu Rayowi, zaś fascynuje Kena. Pobyt w mieście powoduje szereg niespodziewanych wydarzeń, które zmieniają wszystko w życiu głównych bohaterów.

## Obsada
- Colin Farrell – Ray
- Ralph Fiennes – Harry
- Brendan Gleeson – Ken
- Clémence Poésy – Chloë
- Jordan Prentice – Jimmy
- Thekla Reuten – Marie

## Nagrody
Złote Globy 2008:
- Najlepszy aktor w komedii/musicalu – Colin Farrell
- Najlepsza komedia/musical (nominacja)
- Najlepszy aktor w komedii/musicalu – Brendan Gleeson (nominacja)

Oscary za rok 2008:
- Najlepszy scenariusz oryginalny – Martin McDonagh (nominacja)